# یوپتن
یوپتن (به صربی: Ljupten) یک منطقهٔ مسکونی در صربستان است که در الکسیناتس واقع شده‌است. یوپتن ۴۰۸ نفر جمعیت دارد.